# Мечтател (филм, 2005)
„Мечтател“ (на английски: Dreamer) е американска спортна драма от 2005 г., написан и режисиран от Джон Гатинс в режисьорския си дебют. Във филма участват Кърт Ръсел, Крис Кристоферсън, Елизабет Шу и Дакота Фанинг. Вдъхновен е по истинската история на ранения чистокръвния английски кон, който се казва Mariah's Storm. Премиерата на филма се състои в международния фестивал в Торонто на 10 септември 2005 г. и излиза по кината на 21 октомври 2005 г. от „Дриймуъркс Пикчърс“.